# Глазовский сельский округ (Можайский район)
Глазовский сельский округ — упразднённая административно-территориальная единица, существовавшая на территории Можайского района Московской области в 1994—2006 годах.
Глазовский сельсовет был образован в первые годы советской власти. По данным 1919 года он входил в состав Глазовской волости Можайского уезда Московской губернии.
В 1923 году к Глазовскому с/с были присоединены Горковский и Лубенский с/с.
В 1926 году Глазовский с/с включал село Глазово, деревни Горки и Лубёнки, а также хутор Ельцы.
В 1929 году Глазовский сельсовет вошёл в состав Можайского района Московского округа Московской области. При этом к нему вновь были присоединены Демиховский и Прудненский с/с.
17 июля 1939 года к Глазовскому с/с был присоединён Горетовский с/с (селения Большое Горетово, Малое Горетово и Хотилово).
14 июня 1954 года к Глазовскому с/с был присоединён Поздняковский с/с.
22 июня 1954 года из Глазовского с/с в Аксановский сельсовет было передано селение Хотилово, а из Аксановского в Глазовский — селение Авдотьино.
15 ноября 1956 года из Аксановского с/с в Глазовский было передано селение Хотилово.
7 августа 1958 года из Глазовского с/с в восстановленный Поздняковский с/с были переданы селения Антоново, Крылатки, Михайловское и Поздняково. Одновременно к Глазовскому с/с были присоединены Милятинский и Мышкинский сельсоветы.
21 мая 1959 года к Глазовскому с/с были присоединены селения Аксаново, Красновидово, Полибино и Путятино упразднённого Аксановского с/с.
1 февраля 1963 года Можайский район был упразднён и Глазовский с/с вошёл в Можайский сельский район. 11 января 1965 года Глазовский с/с был возвращён в восстановленный Можайский район.
6 марта 1975 года в Глазовском с/с были упразднены селения Исаково, Маслово и Теляково.
23 июня 1988 года в Глазовском с/с была упразднена деревня Девицкое.
3 февраля 1994 года Глазовский с/с был преобразован в Глазовский сельский округ.
В ходе муниципальной реформы 2004—2005 годов Глазовский сельский округ прекратил своё существование как муниципальная единица. При этом все его населённые пункты были переданы в Сельское поселение Горетовское.
29 ноября 2006 года Глазовский сельский округ исключён из учётных данных административно-территориальных и территориальных единиц Московской области.